# Ricardo Falla
Ricardo Falla Sánchez (Ciudad de Guatemala, 30 de agosto de 1932) es un sacerdote jesuita y antropólogo guatemalteco. Obtuvo la licenciatura en Humanidades Clásicas y Filosofía en la Pontificia Universidad Católica del Ecuador en Quito y, luego, realizó estudios de Teología en Innsbruck (Austria). Así mismo, es doctor en Antropología por la Universidad de Texas. Recibió el doctorado honoris causa por la Universidad de Costa Rica el día 19 de abril del año 2021. Ha sido profesor en los colegios y universidades jesuitas de Guatemala, Nicaragua y El Salvador, así como en la Universidad de San Carlos de Guatemala y Liceo Javier de Guatemala. 
Durante el conflicto armado guatemalteco, proporcionó acompañamiento pastoral a las Comunidades de Población en Resistencia (CPR) del Ixcán en la selva del norte del Quiché. Fruto de esta experiencia es el libro titulado Historia de un gran amor: recuperación autobiográfica de la experiencia con las Comunidades de Población en Resistencia, donde narra sus vivencias en la selva ixcaneca al lado de cientos de familias de indígenas de varias etnias mayas que tuvieron que esconderse en las montañas para salvar sus vidas ante los ataques del Ejército de Guatemala. Esta obra no supone su único acercamiento a la realidad maya, especialmente durante el conflicto armado, sino que forma parte de un conjunto de trabajos antropológicos, testimoniales y personales acerca de los mayas guatemaltecos a lo largo de la segunda mitad del siglo XX y en la actualidad.
Es hermano del genealogista, Juan José Falla Sánchez.

## Obra

### Monografías
- La conversión religiosa: Estudio de un movimiento de conversión religiosa, rebelde a las creencias tradicionales en San Antonio Ilotenango, Quiché (1948-1970). Tesis doctoral, 1975, Universidad de Texas (Austin)
- Quiché Rebelde. 1978: Editorial Universitaria, Guatemala
- Masacres de la finca San Francisco, Huehuetenango (Guatemala). 1983: IWGIA, Copenhague
- Esa muerte que nos hace vivir. Estudio de la religión popular de Escuintla. 1984, Guatemala
- Masacres de la selva: Ixcán, Guatemala (1975-1982). 1993: Editorial Universitaria, Guatemala. Colección 500 años, volumen n.º 1
- Historia de un gran amor: recuperación autobiográfica de la experiencia con las Comunidades de Población en Resistencia. Ixcán, Guatemala. 1995: Editorial Universitaria de la Universidad de San Carlos, Guatemala
- Juventud de una comunidad maya. Ixcán, Guatemala. __: Editorial Universitaria, Guatemala
- Alicia. Explorando la identidad de una joven maya, Ixcán, Guatemala. 2005: AVANCSO-Editorial Universitaria, Guatemala, ISBN 99922-68-35-2.

### Artículos y ponencias
- «El movimiento indígena» en Estudios Centroamericanos (ECA), n.º 353, junio-julio de 1978, pp 438-461, Universidad Centroamericana José Simeón Cañas, El Salvador
- «Genocidio en Guatemala: Visión del pueblo indígena del genocidio que sufre.» en Tribunal permanente de los pueblos, sesión Guatemala, Madrid 27 al 31 de enero de 1983. 1984: Iepala, Madrid